# Silnice II/170
Silnice II/170 je silnice II. třídy, která vede z Němětic do Zdíkovce. Je dlouhá 21,5 km. Prochází jedním krajem a dvěma okresy.

## Vedení silnice

### Jihočeský kraj, okres Strakonice
- Němětice (křiž. I/4)
- Nihošovice (křiž. III/1701, III/1703, III/1704)
- Doubravice u Volyně
- Čestice (křiž. III/1708, III/1709, III/17016, III/17017)
- Dřešín (křiž. III/17018)
- Chvalšovice (křiž. III/17019)

### Jihočeský kraj, okres Prachatice
- Přečín
- Vacov (křiž. II/171, peáž s II/171)
- Vlkonice (křiž. III/14510)
- Mladíkov
- Čábuze
- Zdíkovec (křiž. II/145, III/14515)